# Saint-Cyr-au-Mont-d'Or
Saint-Cyr-au-Mont-d'Or este o comună în departamentul Rhône din sud-estul Franței. În 2009 avea o populație de 5.640 de locuitori.

## Evoluția populației
| An        | 1975  | 1982  | 1990  | 1999  | 2006  | 2009  |
| --------- | ----- | ----- | ----- | ----- | ----- | ----- |
| Populație | 4.763 | 4.800 | 5.318 | 5.392 | 5.388 | 5.640 |